# Ferrari Dino 206 S
La Dino 206 S è un'autovettura da competizione prodotta dalla Ferrari nel 1966.

## Il contesto
Il modello derivava dalla Dino 206 SP. Rispetto alla vettura antenata, era però più leggera. La carrozzeria della “Dino 206 S” assomigliava a quella della 330 P3, anche se era di minori dimensioni.
Il motore, con le camere di combustione riviste a seguito delle sperimentazioni in Formula 1, era un cosiddetto “Dino”. L'appellativo di questa classe di motori Ferrari derivava dal nome del figlio di Enzo Ferrari, Dino, a cui è imputata la progettazione.
Questo propulsore aveva una particolarità: era un V6 che aveva l'angolo tra le due bancate di 65°. Fu progettato e realizzato con questa caratteristica per contenere gli ingombri.
Il nome del modello era collegato al tipo di motore installato, “Dino”, ed alle sue caratteristiche. La sigla numerica richiamava infatti la cilindrata del propulsore, che era circa di 2,0 L, ed il numero di cilindri, che erano 6 disposti a V.

## Le competizioni
La corsa più importante conquistata dal modello fu l'edizione del 1966 della Coppa città di Enna, che venne disputata il 7 agosto.

## Caratteristiche tecniche
Il motore era un V6 a 65° posteriore e longitudinale. L'alesaggio e la corsa erano rispettivamente di 86 mm e 57 mm, che portavano la cilindrata totale a 1986,60 cm³. Il rapporto di compressione era di 11:1. La potenza massima erogata dal propulsore era di 220 CV a 9000 giri al minuto.
La distribuzione era formata da un doppio albero a camme in testa che comandava due valvole per cilindro. Come impianto d'alimentazione montava un sistema di iniezione indiretta Lucas. L'accensione era singola ed il relativo impianto comprendeva un solo spinterogeno. La lubrificazione era a carter secco, mentre la frizione era bidisco.
Le sospensioni erano indipendenti, con quadrilateri trasversali, molle elicoidali, ammortizzatori telescopici e barra stabilizzatrice. I freni erano a disco, mentre la trasmissione era formata da un cambio a cinque rapporti più la retromarcia. Lo sterzo era a pignone e cremagliera.
Il telaio era tubolare in acciaio, mentre la carrozzeria era berlinetta o spider a due posti.
La velocità massima raggiunta dalla “Dino 206 S” era di 270 km/h.